# Herman Hofberg
Johan Herman Hofberg, född 11 juni 1823 i Stora Malms socken i Södermanland, död 28 april 1883 i Stockholm, var en svensk fornforskare, författare och tecknare. Gift 1853 med Augusta Matilda von Knorring. Han var son till kyrkoherden Jan Petter Hofberg och Agnes Strand.
Hofberg blev 1843 student vid Uppsala universitet och avlade 1849 mediko-filosofisk examen. Efter att i ett par års tid ha fortsatt de medicinska studierna i Stockholm, varunder han innehade flera läkareförordnanden, var han 1852–68 distriktsläkare i Edsbergs distrikt av Örebro län.
Han ägnade sig därefter uteslutande åt antikvariska studier och skriftställarverksamhet, blev 1874 e.o. amanuens vid Nationalmuseum och förordnades 1880 till föreståndare för Livrustkammaren och därmed förenade samlingar. År 1875 antogs han till sekreterare i Sällskapet för nyttiga kunskapers spridande samt till utgivare av sällskapets tidskrifter "Läsning för folket" och "Land och folk". År 1877 blev han filosofie doktor i Jena. Han undersökte antikvariskt 1864–72 Närke, Västmanland, Halland, en del av Södermanland samt Åland, och avgav till Kungliga Vitterhets Historie och Antikvitets Akademien, i vilken han 1872 blev korresponderande ledamot, berättelser över dessa trakters fornlämningar.
En bestående insats gjorde Hofberg genom sitt 1873–76 utgivna Svenskt biografiskt handlexikon, ett uppslagsverk med korta biografier över tusentals kända svenskar från tiden efter reformationen. Det utkom i en ny, av Frithiof Heurlin, Viktor Millqvist och Olof Rubenson genomsedd, grundligt bearbetad och illustrerad upplaga 1906. Verket vände sig till en bred allmänhet och fick stor spridning. Alltjämt använt rörande i övrigt biografiskt svårtillgängliga personer kallas det oftast "Hofbergs Handlexikon".
I sina forskningar över minnesmärken och fornlämningar utförde han en serie topografiska teckningar från bland annat Ramundeboda kloster och kyrkorna i Riseberga, Täby, Hidinge och Sköllersta kyrka. Dessa teckningar visades upp på den historisk-topografiska utställningen i Örebro 1902 och förvaltas i dag av Närkes fornminnesförening och Kungliga Vitterhets Historie och Antikvitets Akademien.  
Hofberg var mellan 1852 och 1868 verksam som distriktsläkare i Edsberg, Örebro län, vilken ort också behandlas i en av hans skrifter.